# Кемпка-Шляхецька
Кемпка-Шляхецька (пол. Kępka Szlachecka, нім. Büschel) — село в Польщі, у гміні Коваль Влоцлавського повіту Куявсько-Поморського воєводства.
Населення — 198 осіб (2011).
У 1975-1998 роках село належало до Влоцлавського воєводства.

## Демографія
Демографічна структура станом на 31 березня 2011 року:
|          | Загалом | Допрацездатний вік | Працездатний вік | Постпрацездатний вік |
| -------- | ------- | ------------------ | ---------------- | -------------------- |
| Чоловіки | 100     | 23                 | 66               | 11                   |
| Жінки    | 98      | 21                 | 53               | 24                   |
| Разом    | 198     | 44                 | 119              | 35                   |